# 西武9000系電車
西武9000系電車（せいぶ9000けいでんしゃ）は、1993年（平成5年）から製造された西武鉄道の通勤形電車。

## 概要
池袋線の4ドア車両による10両編成化を推進するため、1993年（平成5年）から1999年（平成11年）にかけて10両編成8本の計80両が西武所沢車両工場にて製造された。走行機器などは廃車となった旧101系の電装品を再利用しているが、補助電源装置はSIVが採用されており、2000年代に入ると主回路機器もVVVFインバータによるものへ更新されている。
本系列最後の9108編成は西武所沢車両工場での最終新造車であり、また現時点で西武鉄道の通勤用車両の中で最後に製造された「黄色い電車」でもある。同編成の最初の4両は1998年8月24日、中間車6両は1999年3月2日に竣工した。

## 車両概説
直前まで製造されていた新2000系と同等の車体を有するが、接客設備は同時期に製造されていた6000系相当にアップグレードされており、また足回りは前述の通り101系譲りの抵抗制御で製造された。

なお、新2000系との主な相違点としては、電装品のほかに以下のようなものがある。
| 9000系9101編成 |  | 新2000系2063編成（参考） |
| 9000系9101編成 |  | 新2000系2063編成（参考） |

1. 前面の手すりと貫通扉下部の靴ずり部が黒色[1]。また電気連結器がなく、1次車以外はスカートの開口部が小さい[1]。
2. 10両固定編成であり、サハが存在する（4両化後も編成構成が異なる）。
3. 側面の種別・行先表示器が分離されている（6000系と共通。このため2008年以前は表示幕自体のデザインも異なっていた）。
4. 屋根肩部のランボードが屋根と一体的な形状で、かつ車体全長に渡って設置[2]（新2000系は空調機・パンタ付近のみに浮かせて設置）。
5. 車内のドア上には大型の案内表示器があり、座席には区分模様がある。
6. 車内の非常通報装置が対話式。中間車（M1・M6）に車椅子スペースが設置されている。
7. VVVF化後は全ての編成で前面に車両番号・省エネマークが掲出されている（省エネマークは後に撤去）
8. 戸袋窓が簡易封鎖されている（2014年頃以降）

製造区分は以下の通り。
| 区分  | 製造時期        | 対象車両                    | 備考                                     |
| ----- | --------------- | --------------------------- | ---------------------------------------- |
| 1次車 | 1993 - 1994年度 | 9101編成、9102編成のうち4両 | スカート開口部大                         |
| 2次車 | 1994 - 1995年度 | 9102編成のうち6両、9103編成 |                                          |
| 3次車 | 1995年度        | 9104編成                    |                                          |
| 4次車 | 1996 - 1997年度 | 9105・9106編成              | ここからSIV変更                          |
| 5次車 | 1997 - 1998年度 | 9107・9108編成              | 側引戸複層ガラス・当初より転落防止幌あり |

### 車体
基本的には新2000系（後期形）に準じているが、前述したランボード等をはじめ、雨樋が妻部にも設置されたこと、側面の表示器の位置と横幅、非常通報車側灯のLED化（レンズが半球形の赤色から円筒形のオレンジ色に変更）など、細部に違いがみられる。通風器がステンレス製（2000系では2097・2055編成のみ）であることも見分けるポイントであった。
5次車からは、新製時より連結部に脱着式の外ほろ（転落防止幌）を設置しており、妻面窓がやや縮小されるとともに、手掛やドアコック配管が内寄りに移動している。なお転落防止幌は後に全編成に設置された。
前面のスカートは1次車では新2000系とほぼ同形状であったが、2次車の9103編成からは切り欠きが小さい本系列専用設計となっている。またスカートについては切欠き部分のRに個体差がよく出ている（これは新2000系にもみられる）。

行先表示器は前述の通り6000系共通品で、使用することのない地下鉄有楽町線内の表示も収録されている。

### 内装
車内は新2000系をベースとするものの、設備面は当時量産が開始されていた6000系に準じたものとなっており、さらに細部にも変化がみられる。
室内の化粧板は新2000系と同じクリーム色系統であるものの新規の模様が採用され、これは「ハーレ・クイーン」と名付けられた。床材は従来通りの薄茶色系であるが、出入り口部の滑り止めはひし形のパターンとなっている（6000系0番台・4000系2次車と同じ）。妻面上部は飯能方に放送増幅器や各種配電盤、池袋方に冷暖房や室内灯などサービス機器の配電盤を格納しており、2000系よりも大きく張り出している。
座席は新たに背ずりへ区分模様を取り入れたものとした。ほかは特に変わらず、モケットは朱色（優先席部は薄緑）、座席端部はステンレスパイプで仕切る構造となる。
客用ドアはステンレスのヘアライン仕上げで新2000系に準じるが、仕上げの粒度と方向が従来車とは異なっている（9104編成のうち1 - 5号車を除く）。また5次車では窓ガラスが複層ガラスとなった。ドア上の鴨居部のカバーはFRP製で、LED式車内案内表示器とドアチャイムを備える。
つり革は白色系の丸型である。優先席部のものは2005年にオレンジ色品へ交換されている。
シルバーシート（2000年4月より優先席の名称へ変更）は標準的な配置であり、奇数号車が池袋方・偶数号車が飯能方の車端部で、当初は妻面に向かって左側のみ（各車3席）であったが2003年9月より左右とも優先席となっている（各車6席）。
車椅子スペースは6000系に続いて2号車と9号車の車端部に設置しており、同スペース部に接する側窓は固定窓とし、安全手すりと非常通報装置を備える。
非常通報装置は対話式、客室内の通報器は各車2ヶ所に加えて前述の車椅子スペースに配置されている。
冷房装置は冷房能力48.84 kW・42,000 kcal/hのCU72D形集中式冷房装置を搭載し、室温はマイクロコンピュータにより自動制御される。

このほかサービス機器として自動放送装置、AM・FMのラジオ中継装置や冷暖房表示灯（後に撤去）を備える。

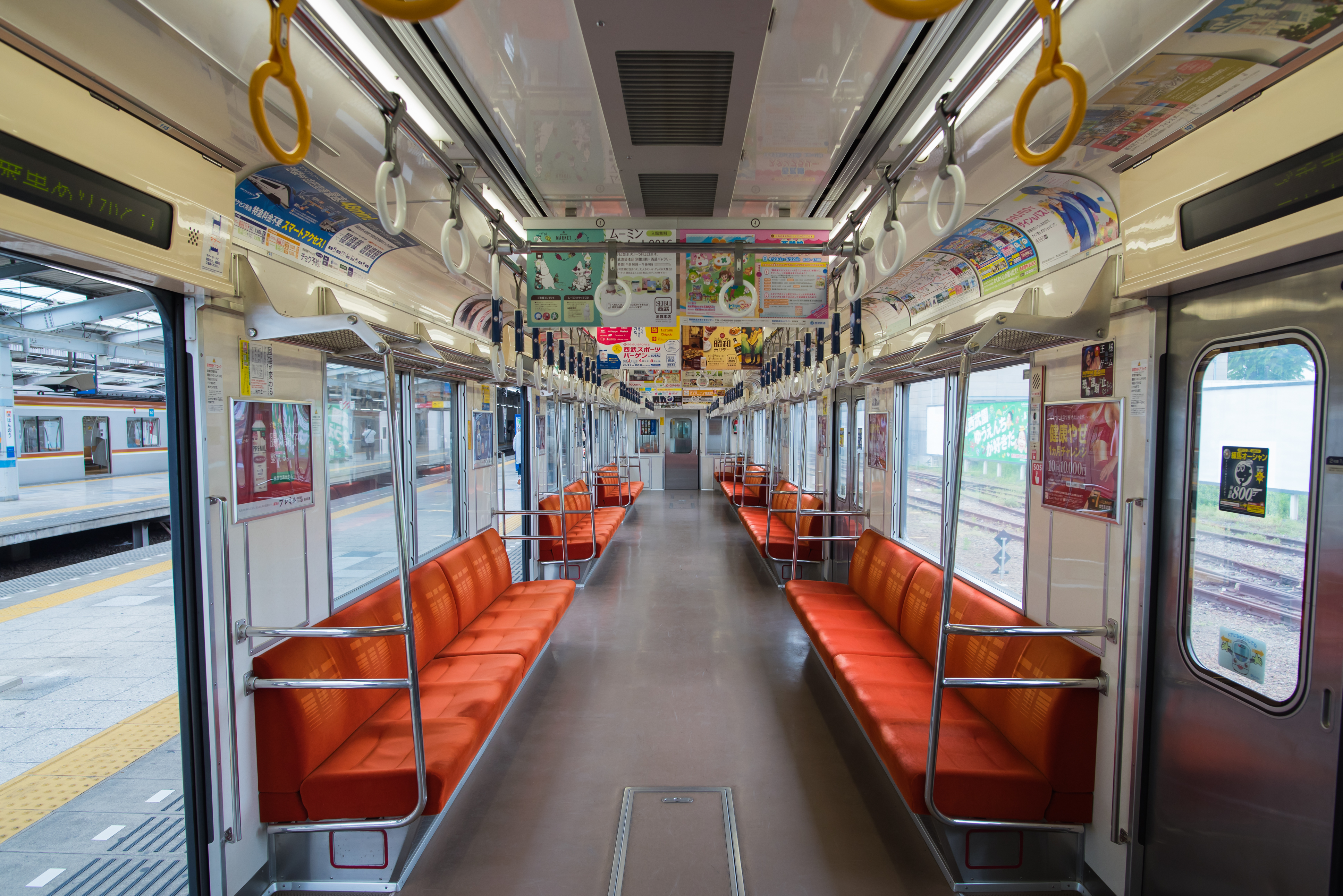
車内全景（バケットシート化後）
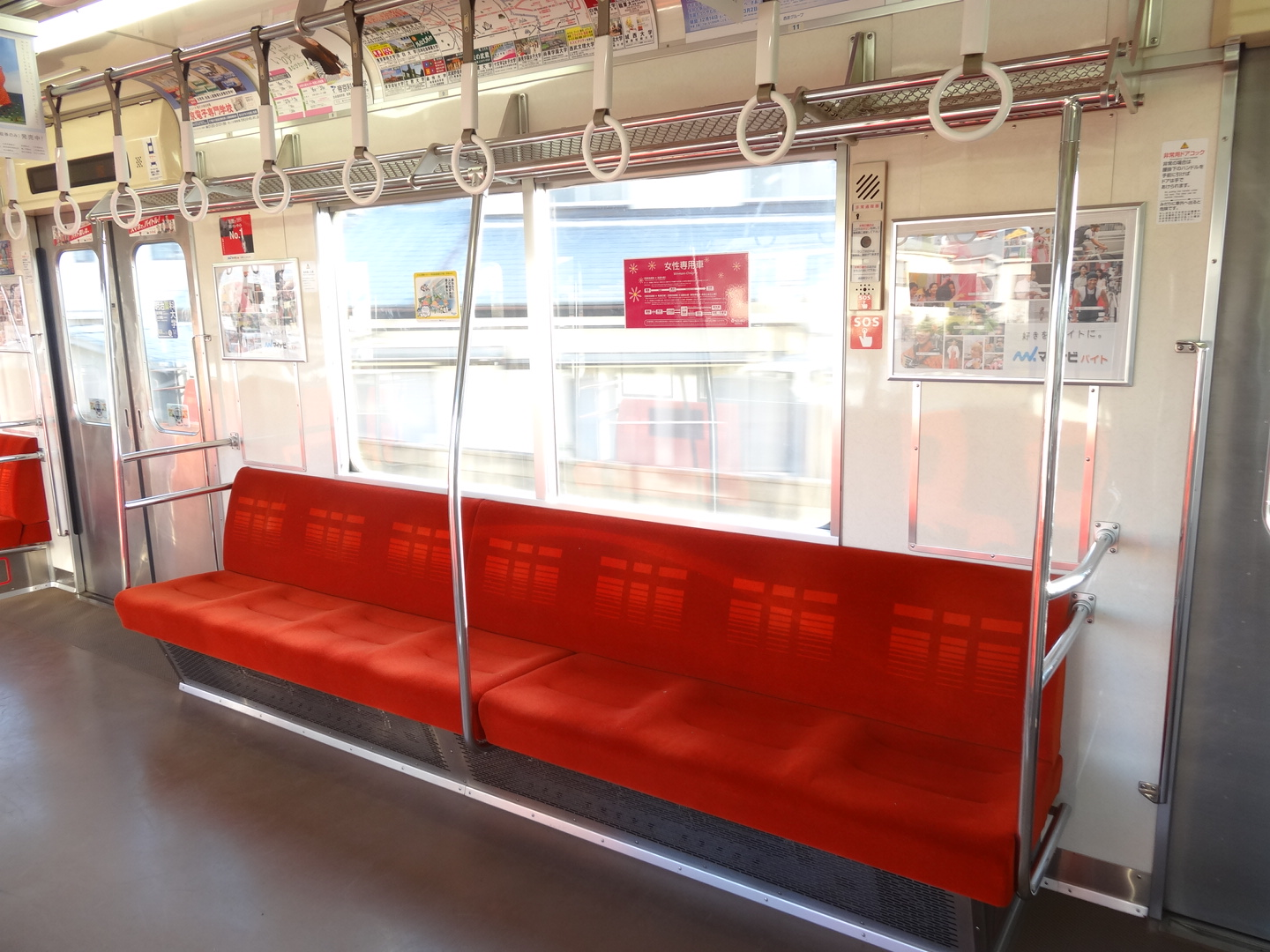
スタンションポール設置後の座席

### 乗務員室

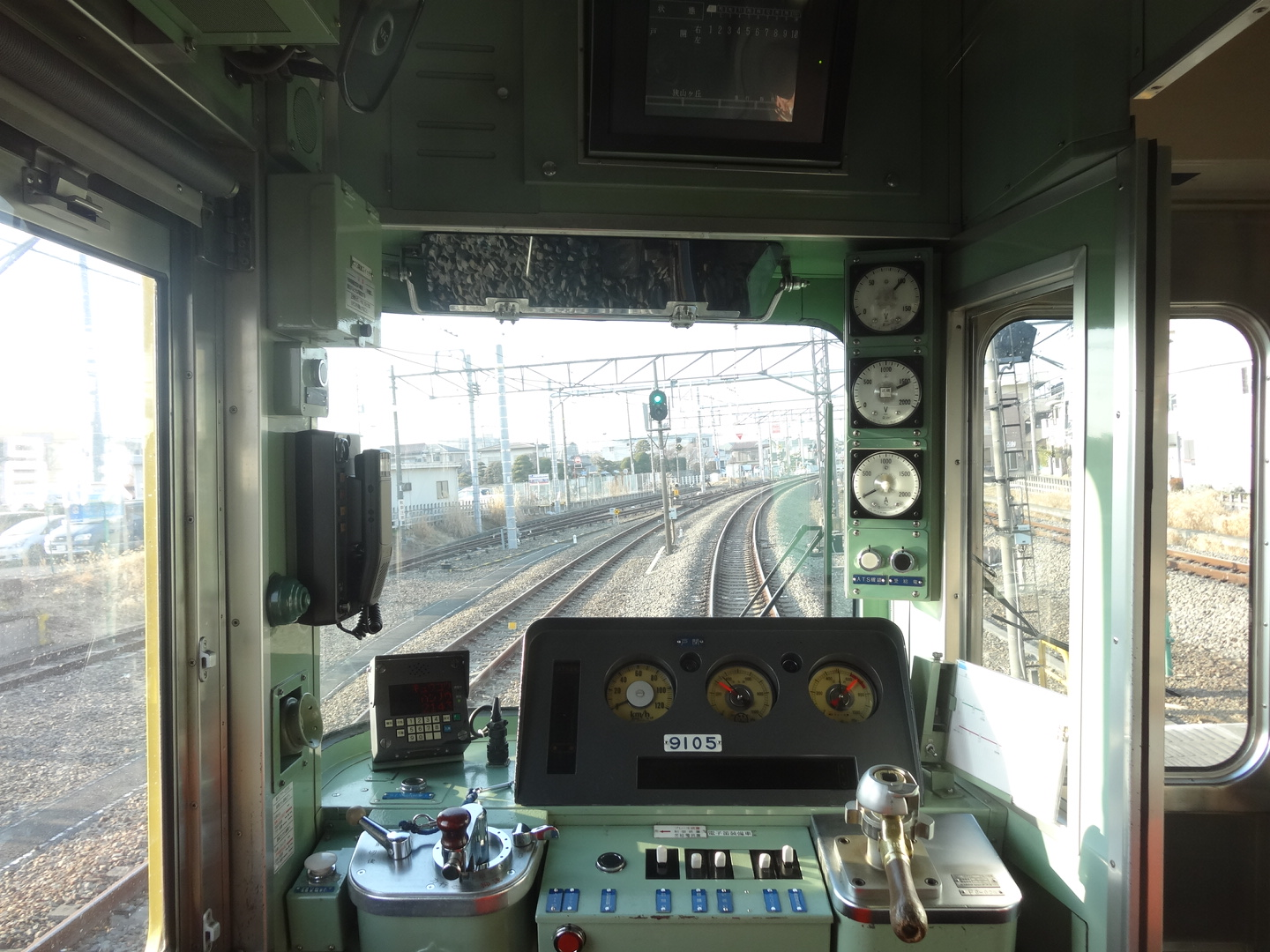
クハ9105の運転台

乗務員室は正面非常貫通構造であり、室内は薄緑色の配色としている。乗務員室背面には遮光幕を設置した小窓・仕切扉窓・小窓で客室と仕切られる。基本構造は新2000系と変わらないが、設備面は6000系と揃えられている。
運転台は左側にマスコン、右側にブレーキ弁があり、これらは101系からの流用品である。この間にスイッチ箱、上にメーターパネルを配するレイアウトは西武での標準的なもので、2000系と比較するとメーターパネルが大型化された点が目立つ。これは6000系に準じて各種表示灯がここに内蔵されたことと、HSC車ゆえにメーターが3連であることによる（メーターは左から速度計、ブレーキシリンダと直通管の圧力計、元空気管と直通管の圧力計）。また右上には直流100V電源の電圧計も追加されている。
また運転台の上部には「ガイダンス表示器」を設置している。これはモニタ表示器に相当するもので、単色の液晶画面により車両の状態表示（開扉や故障など）を行う。運転台の背面には各種ブレーカーと受話器型の放送装置（非常通報受報器と共用）が配置され、また車掌側の背面には表示設定器を両先頭車ともに設置している（ただし、種別・行先を設定するロータリースイッチはTc1側のみ）。車内外の表示と自動放送を一括で設定するもので、設定器とともに表示内容や地点を確認する画面が備えられている。なおこれは2010年代にタッチパネル式のものに置き換えられ、以降はTc1・Tc2どちらからでも設定が可能となっている。

### 機器類
※本項では製造当初の機器について解説を行う。なお特記なき限り旧101系からの再利用品である。同時期に製造された10000系と共通点が多い。
主回路機器は日立製作所製の抵抗制御方式で、主制御器は電動カム軸式、1C8M制御のMMC-HTB-20E3である。主電動機は150 kW出力の直流電動機となる。
ブレーキ装置は発電ブレーキ併用電磁直通ブレーキ (HSC-D) である。また新たにフラット防止装置を搭載した。
台車は軸箱守（ペデスタル）式の空気ばね台車で、軸箱支持は基礎ブレーキは両抱き式踏面ブレーキ（クラスプブレーキ）構造である。6000系に準じてフラット防止装置が新たに設置されたため、速度センサが各軸に設置されている。形式は電動台車がFS372、付随台車がFS072で変化はない。
補助電源装置は東洋電機製造製の静止形インバータ (SIV)を新製。容量は150 kVAで、M2・M4・M6に搭載する。冗長化のため6000系同様に自動受給電装置を備え、T1・T2に受給電接触器を搭載する。3次車まではGTO素子のSVH150-493A、4次車からはIGBT素子のSVH150-4011Aが採用されている。なお前者については2次車よりメーカーロゴが変更された。電動空気圧縮機 (CP) はレシプロ式のHS20-4を新製、M2・M4・M6に1基搭載する。
集電装置は菱形を新製、新2000系のPT4320S-A-Mからカギ外し装置を電磁式に変更したPT4320S-B-Mとし、M1・M3・M4・M5の飯能寄りに搭載する。このうちM4は母線回路用で、主回路への配管とヒューズはない。搭載数を減らすため編成全体で母線引通しを行っており、台枠に黄色の警戒塗装が施されている。9108編成では落成時よりシングルアーム式のPT7116Aを採用した。またヒューズ箱についてはM1・M3は新品だが、M4・M5は101系からの流用品となっており、それぞれ外観が異なる。
蓄電池は6000系に準じたもので、100V・60Ahのアルカリ焼結式で密閉型、小型のものをT1・T2に搭載し、無接点接触器による遠隔制御を行う方式としている。当初の4両編成ではTc2に旧型の流用品を搭載していた。
また、ATS装置はこれまで飯能・西武新宿方の先頭車のみに設置していたが、本系列では10両編成であることから伝送時のレベルダウンを考慮して両先頭車に設置している。

## 改造工事

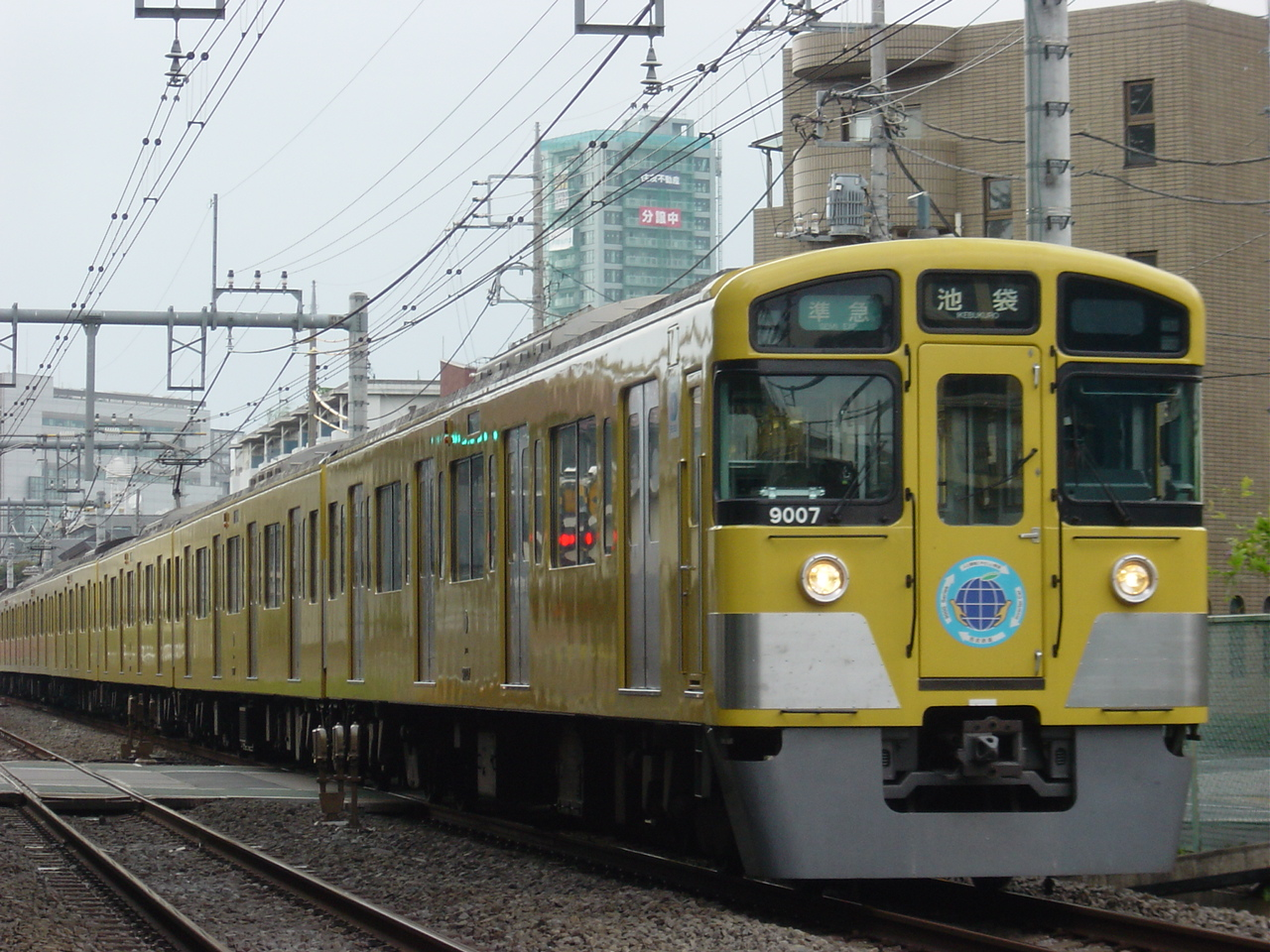
改造後の9107編成

### VVVFインバータ化改造
本系列の車体自体は新しいが、冷房装置・補助電源装置等を除いた主要電装品は旧101系からの流用であり、また抵抗制御方式のままでは今後のメンテナンス費用の増加や予備部品確保の難しさ等の問題点が指摘された。また、運転性能的には現状のままでも問題はないが、社会的な環境対策による省エネルギー化の観点から、より電力消費量の減少が必要とされるようになった。
このようなことから車体の残存寿命を考慮しても、改造後の電力消費量やメンテナンス費用の減少などから十分に投資が回収できる見通しが立ったため、VVVFインバータ制御方式への改造を施工することが決定された。改造内容はコストを極力抑えるために省コスト化・省エネ化を図れるものに限定し、そのほかの機器の改造は行わず、また改造内容は必要最低限ものとした。さらに機器は予備品の共通化などの目的から20000系・10000系5次車と極力同型のものを採用した。
2003年度（平成15年度）から2007年度（平成19年度）にかけて全編成に実施した。最初に施工された9106編成は小手指車両基地への回送後、係員の教育や誘導障害試験、試運転を経て2004年3月24日から営業運転を開始した。
当初は武蔵丘車両検修場で西武車両により施工されたが、3本目の9101編成からは東急車輛製造横浜製作所での施工に変更となり、これらは甲種輸送での入出場となった。西武車両での施工分については、車内製造銘板の直下に「省エネ改造」の銘板が追加されている。

#### 施工内容
走行機器

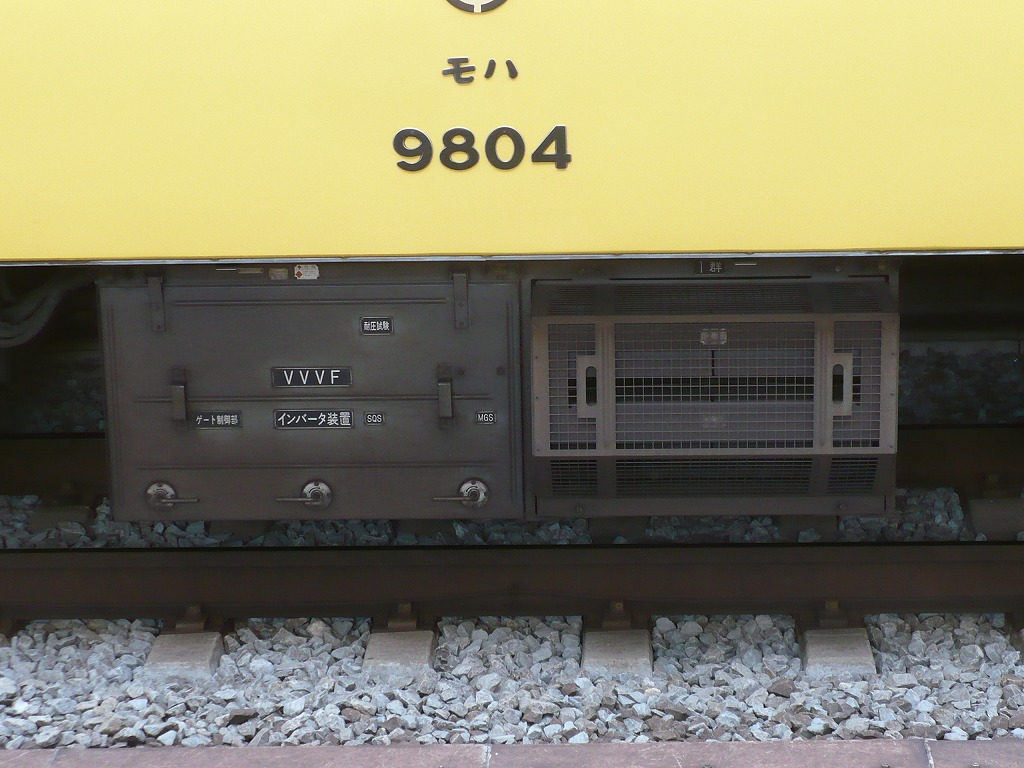
日立製作所 VFI-HR1815D形VVVFインバータ装置

- 制御方式を抵抗制御からVVVFインバータ制御へ変更。装置は従来通りの日立製作所製であり、主制御器以外の関連機器は20000系・10000系5次車との共通化がなされている[4]。
- 主制御器はIGBT素子を使用、都合上小型化が求められたため2レベル構成へ変更して10000系5次車のものより4割の軽量化を実現している[4]。1C4M2群方式のVFI-HR1815DをM1・M3・M5に各1台搭載する[6]。構想段階では主電動機出力を増強し電動車を減らすことも検討されたが、車両性能確保、工費抑制のため従来通り6M4Tが維持された[3]。
- 主電動機は135 kWかご形三相誘導電動機（HS32530-03RB）へ変更[4]。20000系および10000系5次車と完全互換である[3]。
- 駆動装置はWN継手方式の中実軸平行カルダンへ変更[3]。
- 設計最高速度を110 km/hから120 km/hに向上[3]。
- ブレーキ装置をHSC-DからHSC-Rへ改良。電磁直通ブレーキであることは変わらないが、従来の発電ブレーキ併用から回生ブレーキ併用とし、また新たに遅れ込め制御機能を付加した[注 5][4]。回生ブレーキとの併用にあたり、ブレーキ受量器、応荷重器、電空変換弁などを追加している[4]。
- 蓄電池を取替え、容量を40 Ahから60 Ahに増強した[4]。

集電装置関係
- M4車（6号車）のパンタグラフを撤去し編成あたりの搭載数を4台から3台へ削減[3]。
  - 6000系と異なり、台座や配管も含めて完全に撤去されている。跡地への通風器増設等は行われていない[3]。
- 床下への主回路配管を2本から1本へ変更[3]。
- シングルアーム式のPT7116-B1へ換装（9107編成以降）。
  - 最初に施工した9106編成では実施されず、2008年2月の検査時に実施された。
  - 当初よりシングルアーム式PT7116Aを装備する9108編成もPT7116-B1へ換装されている。

運転機器関係
- 運転台の改修。構造面での変更はしないものの電流計・一部のスイッチ配列[3]・表示灯類変更・モニタ装置のプログラム改修など最小限の改造が行われた[4]。
- 警笛に電子警笛を追加[4]。改造時期により音色が異なり、2007年度改造の9103編成と9108編成は30000系と同じ低音タイプ、その他の2006年以前に施工された編成は20000系と同じ高音タイプとなる[7]。
- 一部編成ではEB装置の取付が併せて実施された。

外観・車内
- 省エネルギーをPRするステッカー[3]を前面貫通扉・車内妻面に掲出[8]。先頭車前面に車両番号の表示を追加[8]。
  - 最初に施工した9106編成では、営業運転開始後の4月下旬に追って実施された[8]。
- 一部編成ではつり革の増設、座席のバケットシート化および7人掛け部へのスタンションポール設置も同時に行われた。

編成別の詳細を以下に示す。
| 編成     | 改造日     | 工場入出場日                    | 備考                                                                                       |
| -------- | ---------- | ------------------------------- | ------------------------------------------------------------------------------------------ |
| 9106編成 | 2004.03.11 | 2004.02.02・02.03出場 (5両ずつ) | 当初は省エネマーク及び前面車番表記なし&菱形パンタ 出場時は101系2連のプッシュプルにより回送 |
| 9107編成 | 2005.01.18 | 2005.01.18出場                  | 以下、改造と同時にパンタグラフ換装                                                         |
| 9101編成 | 2005.10.27 | 2005.07.12入場・2005.10.27出場  | 以下、東急車輛にて施工。                                                                   |
| 9104編成 | 2006.02.20 | 2005.11.07入場・2006.02.21出場  |                                                                                            |
| 9105編成 | 2006.10.05 | 2006.06.07入場・2006.09.28出場  | この編成のみ改造と同時にバケットシート化及びスタンションポール設置                         |
| 9102編成 | 2007.03.31 | 2006.11.06入場・2007.03.27出場  |                                                                                            |
| 9103編成 | 2007.10.03 | 2007.06.06入場・2007.09.27出場  | 以下、改造と同時にEB装置取付及び電子笛の音色変更                                           |
| 9108編成 | 2008.02.06 | 2007.10.15入場・2008.01.31出場  | 出場後の極短期間、前面車番表記なし                                                         |

### その他の改造等
*印は各系列で実施されたものを示す。
- 列車無線装置の更新（初回）*
  - 1998年頃に実施。送受話器の外観が大きく変わったほか、運転台左に列車番号設定器を新設[1]。これに伴い仕業表サシは右側へ移設され、両者の配置は2000系と逆になっている。
- 転落防止幌取付*
  - 当初設置していなかった9106編成までを対象に、2000年頃から順次実施された[3]。取付に際しパンタグラフに隣接する箇所（1-2号車間・4-5号車間・5-6号車間[注 6]・7-8号車間）は脱着式を採用するとともに干渉する手すりの一部を移設（あわせてドアコック配管も一部変更）、その他の箇所は固定式を採用し手すりは屋根部を除いて撤去された[3]。
- 列車情報装置の取付（列車選別装置の置き換え）*
  - 2000年代前半に全編成で実施。運転台の列車番号設定器を列車情報設定器に置き換え、機能を統合している。旧装置との兼ね合いにより地上設備の対応完了（使用開始：池袋線では2003年6月2日）以降に車上装置を順次更新する方式がとられた。
- ドア付近へのつり革増設*
  - 線路方向への追設が行われた。2005年度から2008年度にかけて全8編成に実施[10][11][12][13]。
- 座席のバケットシート化
  - 2006年にVVVF化と併施した9105編成に続き、9103・9107以外の各編成に実施された。9107編成は2017年度に廃車となり、9103編成も2020年度のワンマン化時に実施されたことで全車への施工が完了している。
  - なおバケットシート化された編成のうち、2017年度廃車の9101・9106編成については廃車直前に新2000系と座面の振り替えを行っている。短期間ながら一部を除いて旧タイプの座席に戻される形となった[注 7]。
- 種別・行先表示器のデザイン変更*
  - 2008年（平成20年）6月14日のダイヤ改正に合わせ実施。内容の変化は通勤快速が拝島快速に変更された程度で、有楽町線内の表示は残された。
- 戸袋窓簡易封鎖
  - 広告枠増設を目的として、2013年12月の9106編成を皮切りに翌年2月にかけて全編成へ施工[3]。内部は化粧板を取り付け、外部はガラスの内側に車体色のカッティングシートを貼り付けたものであり[3]、あわせて戸袋部の表記類が全てステッカーへ変更された。当初はカッティングシートのみの姿も見られた。
- 通風器撤去*
  - 雨漏りや腐食の対策として各系列で状況に応じて実施しているもので、本系列では全て武蔵丘車両検修場での全般・重要部検査と同時に行われている。
  - 2014年7月に9103編成の一部（サハ9403の飯能方車端1個、クハ9003のラジオアンテナ脇1個[3]）を撤去。以降2014年9月に9106編成、12月に9107編成、2016年1月には9108編成、6月に9101編成、8月に9104編成、2017年5月には9105編成にすべて編成全体で実施[3]。2017年12月時点で残されていた9102・9103編成も室内の開閉レバーは結束バンドで固定されていた[3]。
  - 残る9102・9103編成も2020年度のワンマン化時に編成内4両で全て撤去された。
- 省エネステッカーの取外し
  - 2014年9月の9106編成を皮切りに、全般・重要部検査とあわせて前面貫通扉及び車内の省エネステッカーの取り外しが行われており[3]、2017年12月の9103編成をもって完了した。なお前面に関しては剥がさずに上塗りしている例もある。

### ワンマン化改造
| ワンマン車の車内（クハ9008）新2000系の車体小修繕施工車に近い見付となった。  |  | 先頭車のフリースペースには簡易的な腰掛が設置されている。（4号車・クハ9004）  |
| ワンマン車の車内（クハ9008） 新2000系の車体小修繕施工車に近い見付となった。 |  | 先頭車のフリースペースには簡易的な腰掛が設置されている。 （4号車・クハ9004） |

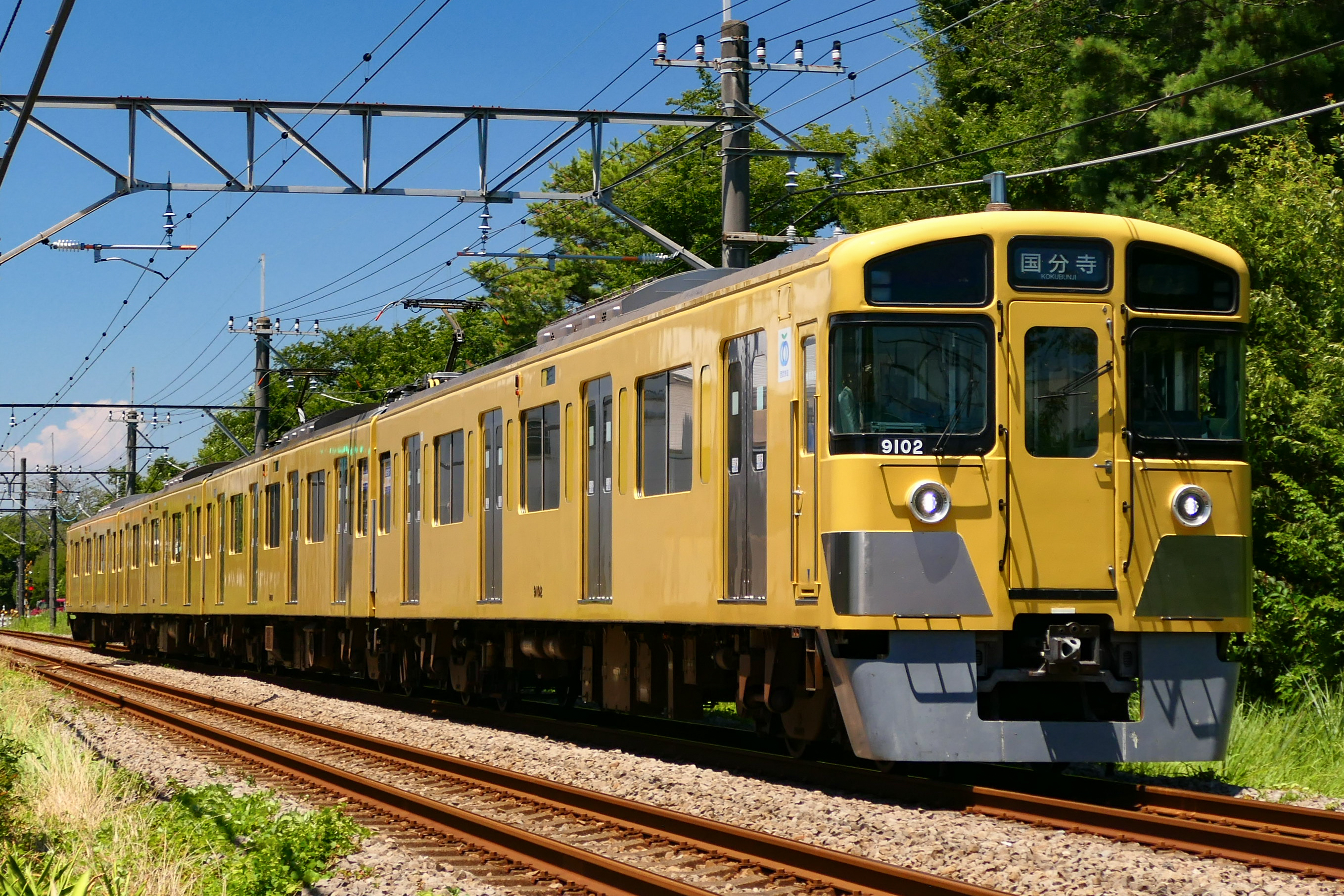
ワンマン化後の9102編成
（2023年7月30日 武蔵大和 - 八坂間）

多摩湖線国分寺駅へのホームドア設置に対応するための101系置換え用として、4両化・ワンマン化の改造が2020年度から翌2021年度にかけて実施された。
一度編成ごと横瀬車両基地へ回送の上で、中間車6両を抜き取った4両編成とし、101系263編成による牽引で武蔵丘車両基地まで回送、その後検修場へ入場し改造を実施するという手順で行われている。
改造後は玉川上水車両基地に所属し、主に多摩湖線で運用に就いているが、稀に西武園線での運用も見られる。
最初に改造を受けた9108編成は試運転の後、2020年10月1日より営業運転に就いている。なお、同編成の試運転では多摩湖線や西武園線だけでなく新宿線の本川越まで入線した。

#### 施工内容
編成構成および走行機器・運転機器
- 編成から両端2両（Tc1：クハ9100・M1：モハ9200・M6：モハ9900・Tc2：クハ9000）を抜き出して4両編成に短縮[15]
- M1のパンタグラフを2台に増設[15]
  - 高圧配管は屋根上を通し前位側にまとめられている。
  - あわせて2-3号車間の転落防止幌を脱着式に変更し手すりを再設置した[注 9]。
- Tc2に蓄電池を移設
- SIV装置（周辺機器を含む）を5次車以降のIGBT素子のタイプへ統一
- 一部編成は両先頭車に車輪塗油装置を設置[16]
- ワンマン運転を行うにあたっての機器および回路の変更と新設
  - ワンマン切換スイッチ、運転士マイク、デッドマン装置、誤開扉防止装置などを新設、EB装置を撤去。
  - 車掌スイッチ・戸閉回路をリレー式に変更、一部締切スイッチを押ボタン式に変更、方向切換器を変更。
  - 前面貫通扉窓においてワイパーを電動化（あわせて形状および設置位置変更）、デフロスタを新設。
  - 一部機器は廃車となった新101系から流用されている。
- 列車無線装置を更新（2回目）
  - 他系列と同様、関係機器を更新するとともに乗務員室内に第2アンテナを新設、また列車情報設定器を列車無線表示器に置き換えて機能を統合した。

車内設備
- 両先頭車にフリースペースを設置[15]
  - フリースペースには簡易的な腰掛が設けられ、従来通り蹴込部のドアコックも設置されている。その他の仕様は非常通報器がない点、妻窓が戸袋でない点を除き車椅子スペースに準じる。
- 新2000系の車体小修繕車に準じた車内設備更新
  - 座席をバケットシート化しスタンションポールを設置*
  - 優先席部の吊手を低位置化
  - ドア付近の床材を黄色へ変更
  - 非常通報装置を更新、客室内の通報器を各車2台に統一
- 弱冷房車を2号車から3号車へ変更

外観
- 行先表示器は種別表示を省略し[15]、行先の表示幕を多摩湖線向けの内容へ変更
  - 前面はガラスの裏から黒のフィルムを、側面はガラスの表から車体色のフィルムを貼り付けて封鎖。
  - 表示幕の収録内容は新101系ワンマン車の多摩湖線分に準じたもの+多摩湖とされている。
- 側面の車両番号関係の表記について「クハ」「モハ」の記号と旧社紋を撤去
- 戸袋窓を塞ぐフィルムの貼り付け位置をガラスの裏面から表面へ変更[注 10]
- 通風器を全て撤去*

なお*印のものは一部ワンマン化前に実施されている。本改造において実施されたのは座席バケット化が9103編成のみ、スタンションポール設置が9105編成以外、通風器撤去が9102・9103編成のみである。
| 編成     | 改造日 (出場日) | 営業運転開始 | 横瀬への回送 | 武蔵丘への 牽引回送 | 備考                                                                                |
| -------- | --------------- | ------------ | ------------ | ------------------- | ----------------------------------------------------------------------------------- |
| 9108編成 | 2020.07.28      | 2020.10.01   | 2019.10.11   | 2019.10.24          | SIV故障のため2019年5月より運用離脱・「L-train」ラッピングからレジェンドブルー単色へ |
| 9105編成 | 2020.10.07      | 2020.10.10   | 2020.06.09   | 2020.06.18          |                                                                                     |
| 9102編成 | 2021.01.08      | 2021.01.11   | 2020.08.18   | 2020.08.27          | 改造と同時に車輪塗油装置設置                                                        |
| 9103編成 | 2021.03.24      | 2021.03.25   | 2020.12.01   | 2020.12.10          | 改造と同時に車輪塗油装置設置・「RED LUCKY TRAIN」ラッピングから赤色単色へ           |
| 9104編成 | 2021.06.15      | 2021.06.17   | 2021.02.24   | 2021.03.04          |                                                                                     |

### ワンマン化後の改造
- 前照灯LED化 LED前照灯を試用していた9103編成。同編成は一旦ハロゲンタイプに戻されたが再度LED前照灯に換装された。

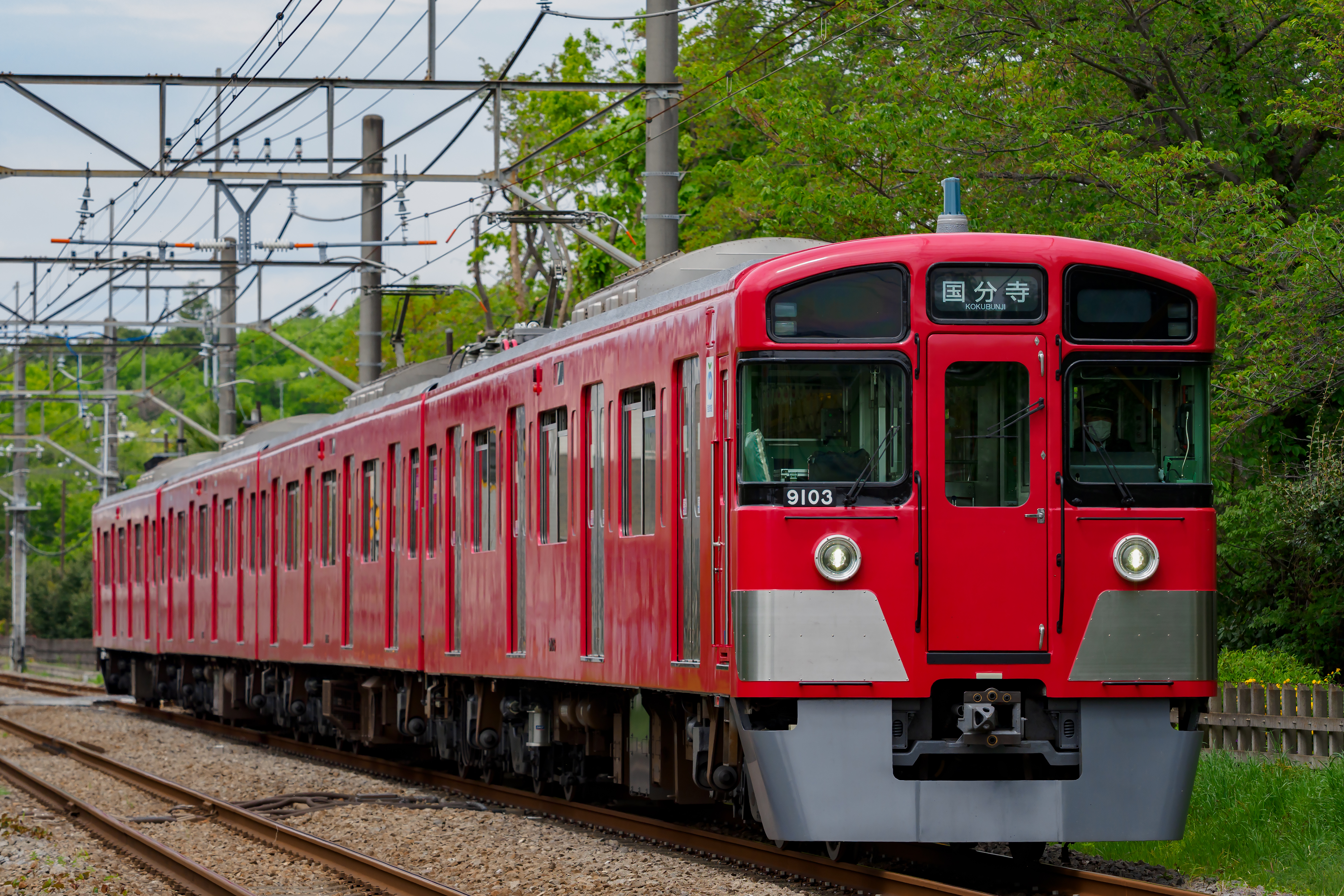
LED前照灯を試用していた9103編成。同編成は一旦ハロゲンタイプに戻されたが再度LED前照灯に換装された。

  - 2021年度より、コイト電工製のLED前照灯（白色・多灯式）が試用された。
    - 9103編成：2021年4月5日 - 5月14日
    - 9108編成：2021年5月17日 -

  - 2022年5月から6月にかけて、全編成が同様の前照灯へ変更された。
    - 9102編成：2022年6月9日
    - 9103編成：2022年5月20日
    - 9104編成：2022年5月17日
    - 9105編成：2022年5月11日
- 室内灯のLED化
  - 2022年度に全編成に実施。8月に9102編成、9月に9108編成、2月から3月にかけて9103 - 9105編成に順に実施された。

- 車内防犯カメラの設置
  - 2024年夏頃に全編成へ実施。他系列と同様に室内灯一体型のものを予備灯兼用箇所（ドア前の千鳥配置）に設置している。

- VVVF更新
  - 2024年度、武蔵丘車両検修場にて重要部検査と併せて実施された（9104編成のみ玉川上水車両基地で実施）[17]。20000系とほぼ同じ内容で行われており、各関連機器の銘板付近に「2024年度更新」の表示が追加されている。
- 行先表示器のLED化
  - 2025年3月[注 11]に全編成に実施。行先あるいは種別が横幅いっぱいに表示される形（新101系の幕と同様）となり、種別部を塞ぐフィルムは剥がされた。表示器自体は6000系1次車のものと同等である。

## 特別塗装

### RED LUCKY TRAIN
9103編成を使用。2014年7月19日の臨時列車から池袋線で運行を開始、2020年11月30日をもって営業運転を終了した。
「幸運の赤い電車（RED LUCKY TRAIN）」として京急電車と同様の縁起の良い紅白カラーを施したものであり、車体色を赤色に変更した上で白色部分をラッピング、またドアや飾り帯も車体と同じ色へ変更された。
京浜急行電鉄の「しあわせの黄色い電車（KEIKYU YELLOW HAPPY TRAIN）」（新1000形1057編成、2014年5月1日運行開始）について「西武鉄道の車両に似ている」という声が多かったことから、京急が西武にコラボレーション企画を持ちかけて実現した。
当初は省エネステッカーが残されていたが、2017年12月1日の検査出場時より消滅した。
運行終了後はワンマン化改造が行われ、赤一色の塗装（ドアと飾り帯はステンレス無地へ復元）となり2021年3月25日より主に多摩湖線で運用に就いている。

### 二代目「L-train」
| 9108編成 二代目「L-train」（2018年10月 中村橋）  |  | ワンマン化後の9108編成（2020年9月 武蔵大和 - 八坂）  |
| 9108編成 二代目「L-train」 （2018年10月 中村橋） |  | ワンマン化後の9108編成 （2020年9月 武蔵大和 - 八坂） |

9108編成を使用。2016年1月17日から池袋線で運行開始、2019年（平成31年）5月10日をもって営業運転を終了。2016年9月17日と18日には本川越発西武球場前行きの臨時列車として運転された。「L-train」は2010年7月から2013年12月まで3000系3015編成により初代にあたるものが運行されおり、ファンの声に応えて後任として復活した形となっている。
車体色を埼玉西武ライオンズの球団色「レジェンドブルー」に変更の上でライオンズの球団ロゴをラッピングしたもので、デザインは基本的に3000系のものを踏襲しているが、色調やロゴの配置が異なっている。また野球ボールをモチーフにした号車表示は新デザインとなったが、車両番号の表記は色を白に変更したのみに留まった。

運行終了後はワンマン化改造が行われ、レジェンドブルー一色の塗装となり2020年10月1日より主に多摩湖線で運用に就いている。なお運行期間中の2018年2月には20000系による三代目が登場した。

### SEIBU KPP TRAIN
9101編成を使用。2016年6月4日の臨時列車から運行を開始、7月29日まで池袋線、7月30日から新宿線で運行され、同年9月29日をもって運行を終了。
きゃりーぱみゅぱみゅのメジャーデビュー5周年を記念したもので、車体色をピンクに変更し車内外にラッピングを行っている。

ラッピング終了後は2016年10月3日よりピンク一色の塗装で運行されていたが、2018年3月にピンク色のまま廃車となった。

## 運用
導入時の動き
西武所沢車両工場の製造能力から、各編成とも一度4両編成として落成し数か月後に中間車6両を増結、そこから10両編成として本線系統での運用を開始する方式がとられていた。
新製直後の4両編成時については9101編成は新宿線（上石神井）所属で車両基地に留置されていたが、以降の編成は池袋線（小手指）所属で主に狭山線で運用された。
10両化後は9104編成までの4本が新宿線（上石神井、1997年3月に玉川上水へ転属）に配置され、9105編成からは池袋線（小手指）に配置されている。増備途中の1998年には新宿線所属だった4編成に大きな動きがあり、まず3月のダイヤ改正に際して全編成が池袋線へ転出、直後の4月に9101・9103・9104編成は新宿線へ戻ったものの、11月には6000系の転属に関連し9104編成が再度池袋線へ転出した。
1999年3月の9108編成10両化で増備が完了し、この時点で9101・9103編成が新宿線（玉川上水）、他の6編成が池袋線（小手指）の配置となっている。その後2001年11月に池袋線の全6編成が武蔵丘へ転属、さらに20000系の登場によって12月には新宿線に残っていた9101・9103編成も池袋線（武蔵丘）へ転属した。
武蔵丘車両基地への集約配置
2001年末の転属以降は全8編成が池袋線（武蔵丘）の配置となり、池袋線・狭山線で運用されていた。10両固定編成であったため、一部を除き優等列車のみで使用されていた。新宿線での運行はほぼなく、9101編成・9108編成が上記の通り2016年に運行された以外は電車フェスタでの臨時列車へ充当された程度である。
池袋線からの撤退・ワンマン化
2017年度に3編成が廃車、2019年度から2020年度にかけて残る5本もワンマン化改造のため運用を離脱し、2021年2月末の9104編成をもって池袋線での運用が終了した。
ワンマン化改造車については全5編成が玉川上水所属となり、2020年10月1日から多摩湖線で運用されている。稀に西武園線での運用もあるが、101系撤退後は本数の都合から極めて少なくなっている。

## 廃車
40000系の導入およびワンマン化改造に伴い2017年度から廃車が開始され、現在までに60両が廃車となっている。
編成での廃車
- 9106編成 - 2017年10月31日に除籍[29]。10月30日に横瀬車両基地へ回送[30]されていた。
  - クハ9106・サハ9406・サハ9706-モハ9806-モハ9906-クハ9006の6両は上掲の西武トレインフェスティバルにおいて展示され、クハは連結された状態で展示、それ以外の4両は車両側面への寄せ書きが可能な「9000系廃車車両側面への寄せ書きコーナー」としてそれぞれ展示された[28][31]。
- 9107編成 - 2018年3月16日に除籍[29]。3月15日に横瀬車両基地へ回送されていた。しばらく車両基地3番線に留置されていたが、2018年5月に解体、搬出。
- 9101編成 - 2018年3月30日に除籍[29]。3月27日に横瀬へ回送されていた。しばらく駅11番に留置されていたが、9107編成の搬出終了後に車両基地3番線へ移動、11月から12月にかけて解体、搬出された。

中間車のみの廃車（3 - 8号車の6両）
- 9108編成 - 2019年10月31日に除籍[32]。11月の「西武秩父線開通50周年記念車両基地まつり in 横瀬」で展示された後、11月中に搬出された。
- 9105編成 - 2020年6月9日に除籍[16]。同月末から7月にかけて搬出された。
- 9102編成 - 2020年8月18日に除籍[16]。9月に搬出された。
- 9103編成 - 2020年12月1日に除籍[16]。1月に搬出された。
- 9104編成 - 2021年2月24日に除籍[16]。4月に搬出された。

## 編成表
10両編成（消滅済）
- 車両番号は廃車時まで10両編成だったものを示す

|               |               | ← 飯能・西武球場前池袋 → ← 西武新宿本川越・拝島 → | ← 飯能・西武球場前池袋 → ← 西武新宿本川越・拝島 → | ← 飯能・西武球場前池袋 → ← 西武新宿本川越・拝島 → | ← 飯能・西武球場前池袋 → ← 西武新宿本川越・拝島 → | ← 飯能・西武球場前池袋 → ← 西武新宿本川越・拝島 → | ← 飯能・西武球場前池袋 → ← 西武新宿本川越・拝島 → | ← 飯能・西武球場前池袋 → ← 西武新宿本川越・拝島 → | ← 飯能・西武球場前池袋 → ← 西武新宿本川越・拝島 → | ← 飯能・西武球場前池袋 → ← 西武新宿本川越・拝島 → | ← 飯能・西武球場前池袋 → ← 西武新宿本川越・拝島 → | 製造年月          |
| 号車          | 号車          | 1                                                 | 2                                                 | 3                                                 | 4                                                 | 5                                                 | 6                                                 | 7                                                 | 8                                                 | 9                                                 | 10                                                | 製造年月          |
| 形式          | 形式          | クハ9100形 (Tc1)                                  | ＜ モハ9200形 (M1)                                | モハ9300形 (M2)                                   | サハ9400形 (T1)                                   | ＜ モハ9500形 (M3)                                | × モハ9600形 (M4)                                 | サハ9700形 (T2)                                   | ＜ モハ9800形 (M5)                                | モハ9900形 (M6)                                   | クハ9000形 (Tc2)                                  | 製造年月          |
| 搭載機器,設備 | 搭載機器,設備 |                                                   | CONT,♿︎                                           | SIV,CP                                            | BT                                                | CONT                                              | SIV,CP                                            | BT                                                | CONT                                              | SIV,CP,♿︎                                         |                                                   | 製造年月          |
| 自重          | 抵            | 29.0 t                                            | 40.0 t                                            | 39.0 t                                            | 28.0 t                                            | 40.0 t                                            | 39.2 t                                            | 28.0 t                                            | 40.0 t                                            | 39.0 t                                            | 29.0                                              | 製造年月          |
| 自重          | Ⅴ             | 29.1 t                                            | 39.0 t                                            | 38.4 t                                            | 28.1 t                                            | 39.0 t                                            | 38.4 t                                            | 28.1 t                                            | 39.0 t                                            | 38.4 t                                            | 29.1 t                                            | 製造年月          |
| 定員          | 定員          | 137 (48)                                          | 147 (51)                                          | 147 (54)                                          | 147 (54)                                          | 147 (54)                                          | 147 (54)                                          | 147 (54)                                          | 147 (54)                                          | 147 (51)                                          | 137 (48)                                          | 製造年月          |
| 車両番号      | 車両番号      | 9101                                              | 9201                                              | 9301                                              | 9401                                              | 9501                                              | 9601                                              | 9701                                              | 9801                                              | 9901                                              | 9001                                              | 1993.12 (1994.03) |
| 車両番号      | 車両番号      | 9106                                              | 9206                                              | 9306                                              | 9406                                              | 9506                                              | 9606                                              | 9706                                              | 9806                                              | 9906                                              | 9006                                              | 1997.03 (1997.08) |
| 車両番号      | 車両番号      | 9107                                              | 9207                                              | 9307                                              | 9407                                              | 9507                                              | 9607                                              | 9707                                              | 9807                                              | 9907                                              | 9007                                              | 1997.11 (1998.03) |

- 車内設備配置（10両編成）

| 1号車  | 1号車      | 1号車      | 1号車      | 1号車      | 2号車    | 2号車    | 2号車    | 2号車    | 2号車    | 3・5・7号車 | 3・5・7号車 | 3・5・7号車 | 3・5・7号車 | 3・5・7号車 | 4・6・8号車 | 4・6・8号車 | 4・6・8号車 | 4・6・8号車 | 4・6・8号車 | 9号車 | 9号車 | 9号車 | 9号車 | 9号車 | 10号車 | 10号車 | 10号車 | 10号車 | 10号車 |
| ------ | ---------- | ---------- | ---------- | ---------- | -------- | -------- | -------- | -------- | -------- | ----------- | ----------- | ----------- | ----------- | ----------- | ----------- | ----------- | ----------- | ----------- | ----------- | ----- | ----- | ----- | ----- | ----- | ------ | ------ | ------ | ------ | ------ |
| 運転台 |            |            |            | 優         | 優       |          |          |          | ♿︎       |             |             |             |             | 優          | 優          |             |             |             |             | ♿︎    |       |       |       | 優    | 優     |        |        |        | 運転台 |
| 運転台 | 女性専用車 | 女性専用車 | 女性専用車 | 女性専用車 | 弱冷房車 | 弱冷房車 | 弱冷房車 | 弱冷房車 | 弱冷房車 |             |             |             |             |             |             |             |             |             |             |       |       |       |       |       |        |        |        |        | 運転台 |
| 運転台 |            |            |            | 優         | 優       |          |          |          |          |             |             |             |             | 優          | 優          |             |             |             |             |       |       |       |       | 優    | 優     |        |        |        | 運転台 |

4両編成
|               | ← 国分寺（多摩湖線）多摩湖 → ← 西武園東村山（西武園線） → | ← 国分寺（多摩湖線）多摩湖 → ← 西武園東村山（西武園線） → | ← 国分寺（多摩湖線）多摩湖 → ← 西武園東村山（西武園線） → | ← 国分寺（多摩湖線）多摩湖 → ← 西武園東村山（西武園線） → | 製造年月          | 塗色 | 備考           |
| 号車          | 1                                                         | 2                                                         | 3                                                         | 4                                                         | 製造年月          | 塗色 | 備考           |
| 形式          | クハ9100形 (Tc1)                                          | ＜ ＞ モハ9200形 (M1)                                     | モハ9900形 (M6)                                           | クハ9000形 (Tc2)                                          | 製造年月          | 塗色 | 備考           |
| 機器配置,設備 | フ                                                        | CONT,♿︎                                                   | SIV,CP,♿︎                                                 | BT,フ                                                     | 製造年月          | 塗色 | 備考           |
| 車両番号      | 9102                                                      | 9202                                                      | 9902                                                      | 9002                                                      | 1994.05 (1994.10) | 黄   | スカート開口大 |
| 車両番号      | 9103                                                      | 9203                                                      | 9903                                                      | 9003                                                      | 1995.01 (1995.06) | 赤   | 車輪塗油器あり |
| 車両番号      | 9104                                                      | 9204                                                      | 9904                                                      | 9004                                                      | 1995.10 (1996.03) | 黄   | 車輪塗油器あり |
| 車両番号      | 9105                                                      | 9205                                                      | 9905                                                      | 9005                                                      | 1996.08 (1996.12) | 黄   | 連結器旧型     |
| 車両番号      | 9108                                                      | 9208                                                      | 9908                                                      | 9008                                                      | 1998.08 (1999.03) | 青   |                |

- 車内設備配置（4両編成）

| 1号車  | 1号車 | 1号車 | 1号車 | 1号車 | 2号車 | 2号車 | 2号車 | 2号車 | 2号車    | 3号車 | 3号車 | 3号車 | 3号車 | 3号車 | 4号車 | 4号車 | 4号車 | 4号車 | 4号車  |
| ------ | ----- | ----- | ----- | ----- | ----- | ----- | ----- | ----- | -------- | ----- | ----- | ----- | ----- | ----- | ----- | ----- | ----- | ----- | ------ |
| 運転台 |       |       |       | 優    | 優    |       |       |       | ♿︎       | ♿︎    |       |       |       | 優    | 優    |       |       |       | 運転台 |
| 運転台 |       |       |       |       |       |       |       |       | 弱冷房車 |       |       |       |       |       |       |       |       |       | 運転台 |
| 運転台 |       |       |       | フ    | 優    |       |       |       |          |       |       |       |       | 優    | フ    |       |       |       | 運転台 |

凡例・備考
- 抵：登場時（抵抗制御）の数値
- Ⅴ：VVVF化後の数値
- ＜：集電装置（シングルアームパンタグラフ/当初は菱形）
- ＞：増設パンタグラフ
- ×：パンタグラフ撤去部（VVVF化時撤去）
- CONT：主制御器（現在は全てVVVFインバータ/2両分制御）
- SIV：補助電源装置（静止形インバータ）
- CP：空気圧縮機
- BT：蓄電池
- ♿︎：車椅子スペース
- フ：フリースペース
- 製造年月は「最初の4両 (中間車6両)」の表記とする（下線のある車両番号がカッコ内の日付）